# Dvojitá sportovní panoramatická kamera

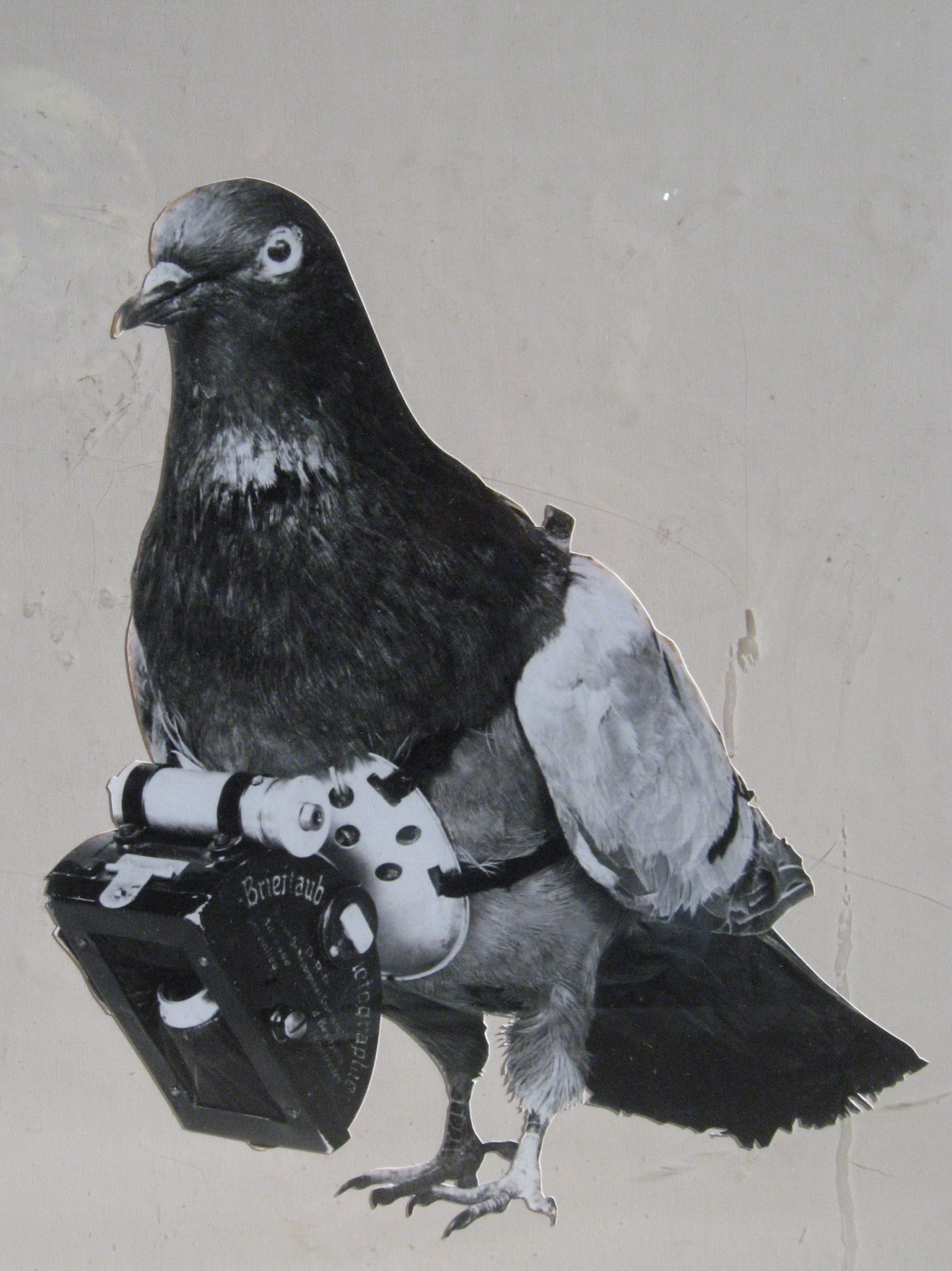
Poštovní holub s panoramatickou kamerou, cca 1910

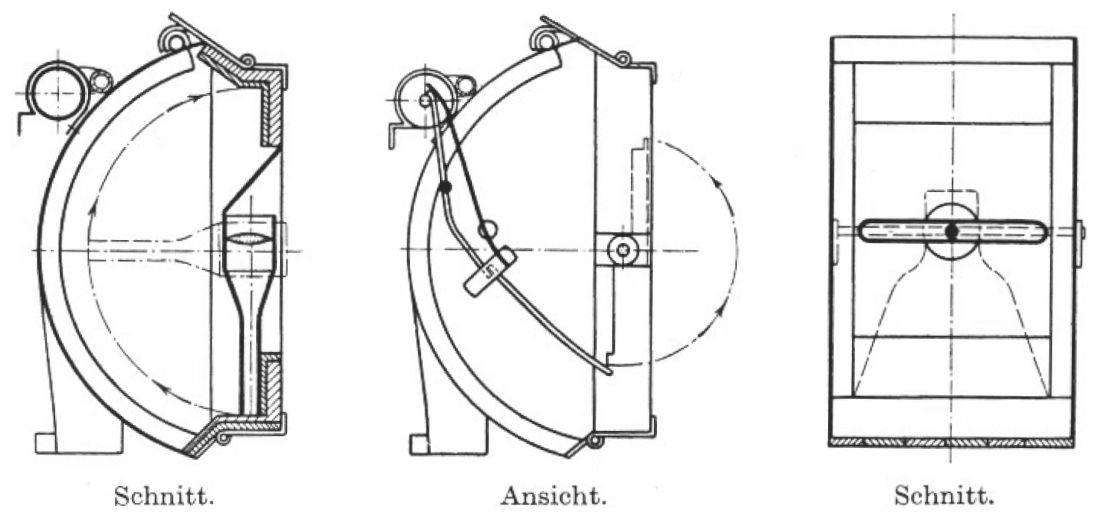
Schéma dvojité sportovní panoramatické kamery

Dvojitá sportovní panoramatická kamera byl oficiální název pro panoramatický fotoaparát, který vyvinul německý fotograf a vynálezce Julius Neubronner z Kronbergu u Frankfurtu. Na technologii pracoval od roku 1909 a první přístroj vyrobil o tři roky později. Jeho využití bylo především v holubí fotografii ze vzduchu. Je označován jako lehká miniaturní kamera, která se pomocí koženého postroje a hliníkového kyrysu připevnila na prsa holuba. Kamera obsahovala časovací mechanismus, který zajišťoval prodlevu mezi jednotlivými expozicemi a otáčivý objektiv. Pořizovala obrázky ve formátu 3 × 8 cm. Fotoaparát byl schopen zaznamenat až 35 automatických expozic.
Neubronnerovi se však nepodařilo sehnat výrobce a stejně jako jeho další modely kamery, ani ona se nezačala vyrábět sériově.
Fotoaparát je součástí sbírek v zámeckém muzeu Kronberg a také v Berlínském technickém muzeu a Německém muzeu v Mnichově.
Přibližně ve třicátých a čtyřicátých letech vznikly v dílně švýcarského hodináře Christiana Adriana Michela (1912-1980) z Walde im Aargau ve Schmiedruedu. Upravil Neubronnerův dvojitou sportovní panoramatickou kameru pro 16mm film a dále ji vylepšil mechanismy, které zajišťovaly počáteční prodlevu, prodlevu mezi jednotlivými snímky, posun filmu a hmotnostní limit fotoaparátu 75 g zůstal přitom zachován. Michel si nechal svůj fotoaparát patentovat v roce 1937, ale jeho plán nabídnout je švýcarské armádě selhal, protože nesehnal výrobce pro sériovou výrobu. Obecně lze konstatovat, že neexistuje více než cca sto kamer tohoto typu.
V osmdesátých letech Rolf Oberlaender představil malý počet vysoce kvalitních kopií dvojitých sportovních panoramatických kamer, které v roce 1999 získalo Švýcarské muzeum fotoaparátů. Některé byly pravděpodobně prodávány jako originály.